# 8555 Mirimao
8555 Mirimao è un asteroide della fascia principale. Scoperto nel 1995, presenta un'orbita caratterizzata da un semiasse maggiore pari a 2,3561448 UA e da un'eccentricità di 0,0701567, inclinata di 6,00490° rispetto all'eclittica.